# نصف‌النهار ۸۵ درجه غربی
نصف‌النهار ۸۵ درجه غربی ۸۵مین نصف‌النهار غربی از گرینویچ است که از لحاظ زمانی ۵ساعت و ۴۰دقیقه با گرینویچ اختلاف زمانی دارد.
این نصف‌النهار از قطب شمال شروع و از مناطق زیر گذشته و به قطب جنوب ختم می‌شود.
- کانادا
- ایالات متحده آمریکا
- اقیانوس آرام